# Roberto Gammino
Roberto Gammino (Roma, 15 maggio 1969) è un doppiatore, dialoghista e direttore del doppiaggio italiano.

## Biografia
Figlio dell'attore e doppiatore Michele Gammino e fratello del direttore del doppiaggio Giampaolo Gammino, ha doppiato tra gli altri Jonathan Rhys Meyers nella serie TV I Tudors e Adam Rodríguez in CSI: Miami. Per il cinema ha dato la voce a Melman la giraffa in Madagascar 2 e Madagascar 3 - Ricercati in Europa (nel 1° è doppiato da Fabio De Luigi) e tra gli altri a Vincent Gallo, Jared Leto, Casey Affleck e Charlie Hunnam.
Nell'animazione ha doppiato il personaggio di Eric Cartman nelle prime quattro edizioni di South Park e, in alcune serie, Scooby-Doo. È anche attore teatrale, e ha lavorato in musical come Emozioni (2002) e commedie (Il padre della sposa, con Gianfranco D'Angelo, 2006)

## Doppiaggio

### Film
- Chris Rock in L'altra sporca ultima meta, Un weekend da bamboccioni, Un weekend da bamboccioni 2, Top Five, Sandy Wexler, Matrimonio a Long Island, Spiral - L'eredità di Saw, Rustin
- Ewen Bremner in Trainspotting, Snatch - Lo strappo, Pearl Harbor, T2 Trainspotting, Renegades - Commando d'assalto
- Ben Foster in Quel treno per Yuma, 30 giorni di buio, Lone Survivor, Warcraft - L'inizio, Emancipation - Oltre la libertà
- Casey Affleck in Ocean's Eleven - Fate il vostro gioco, Ocean's Twelve, The Last Kiss, Ocean's Thirteen
- Jason Schwartzman in Vita da strega, Marie Antoinette, Wine Country
- Nestor Carbonell in The Lost City, Il cavaliere oscuro, Il cavaliere oscuro - Il ritorno
- Jeremy Renner in The Town, Arrival, Prendimi!
- Neil Patrick Harris in I Puffi, I Muppet, I Puffi 2, Un milione di modi per morire nel West
- Seann William Scott in Crime Party, Il tesoro dell'Amazzonia
- Michael Stuhlbarg in Doctor Strange, Doctor Strange nel Multiverso della Follia
- Samir Guesmi in Ciliegine, Tigri e iene
- Desmond Askew in Go - Una notte da dimenticare, Turistas
- Luke Wilson in Il giro del mondo in 80 giorni
- Chris Evans in Cellular
- Rodrigo Santoro in Che cosa aspettarsi quando si aspetta
- J. B. Smoove in Spider-Man: Far from Home
- Alan Tudyk in Transformers 3
- Jason Mantzoukas in Il dittatore
- Amr Waked in Il pescatore di sogni
- Mark Ruffalo In 30 anni in 1 secondo
- Charlie Hunnam in Hooligans
- Seth Green in I perfetti innamorati
- Ludacris in Crash - Contatto fisico
- Phaldut Sharma in Gravity
- Mark Deakins in Star Trek - L'insurrezione
- David Arquette in La rapina
- Michael Emerson in Saw - L'enigmista
- Franky G in Saw II - La soluzione dell'enigma
- Costas Mandylor in Saw III - L'enigma senza fine
- Todd Louiso in Jerry Maguire
- Zach Braff in Il club dei cuori infranti
- JoeyStarr in Dream Team
- Mark Famiglietti in Premonition
- Jalil Naciri in Io vi troverò
- Erol Sander in La magia dell'arcobaleno
- Michael Esper in Love & Secrets
- Josh Hamilton in J. Edgar
- Grant Bowler in Killer Elite
- Phil LaMarr in Pulp Fiction
- Raye Birk in Una pallottola spuntata 33⅓ - L'insulto finale
- Vince Vieluf in Firewall - Accesso negato
- Joel Spira in Sull'isola di Bergman
- Katt Williams in Scary Movie V
- Dominic Cooper in An Education
- Mark Feuerstein in What Women Want - Quello che le donne vogliono
- Nicolas Berno in Che gran classe!
- Jeremy Davies in L'alba della libertà
- Bernard Zilinskas in Jurassic Park III
- Chris Messina in Air - La storia del grande salto
- Harrison Ford in Indiana Jones e il quadrante del destino
- Clifton Collins Jr. in Rosso, Bianco & Sangue Blu
- Kisuke Iida in Returner - Il futuro potrebbe essere storia
- Michael Andrew Baker in Oppenheimer
- Burn Gorman in Beetlejuice Beetlejuice
- Monib Abhat in Flight Risk - Trappola ad alta quota

### Film d'animazione
- Neil Fleming in Final Fantasy
- Miguel in Memories
- Red in Stuart Little - Un topolino in gamba[1]
- Eric Cartman in South Park - Il film: più grosso, più lungo & tutto intero
- Lee in Cowboy Bebop - Il film
- Dottor Fritto in Galline in fuga - L'alba dei nugget
- Nuju in Bionicle 2 - Le leggende di Metru Nui
- Chris in Team America: World Police
- Flynt in Action Man - X Missions - Il film
- Melman in Madagascar 2, Madagascar 3 - Ricercati in Europa
- Pesce in Boxtrolls - Le scatole magiche
- Shangri Llama ne L'era glaciale - In rotta di collisione
- Kareem Abdul Lavash e Darren in Sausage Party - Vita segreta di una salsiccia
- Tremor ne I primitivi
- Scooby-Doo in Scooby-Doo e gli invasori alieni
- Ghimmifive in Emoji - Accendi le emozioni

### Serie televisive
- Adam Rodríguez in CSI: Miami, Criminal Minds, Criminal Minds :Evolution
- Kirk Acevedo in Fringe, Prime Suspect
- Jonathan Rhys Meyers in I Tudors
- Yuri Sardarov in Chicago Fire
- Sharif Atkins in White Collar
- Donnie Keshawarz in Forever
- Kyle Secor in Homicide
- Steve Howey in Shameless, Amiche per la morte - Dead to Me
- Jon Favreau, Paul Rudd e Noah Wyle in Friends
- Asier Etxeandía e Yotuel Romero in Paso adelante
- Ramón Rodríguez in Gang Related
- Tim Gutterson in Justified
- James Lesure in Las Vegas
- Gethin Anthony in Il Trono di Spade
- Daghan Kulegec in Cherry Season - La stagione del cuore
- David Anthony Higgins in Malcolm
- Jordan Masterson in L'uomo di casa
- John Clarence Stewart in What/If
- Neil Patrick Harris in Uncoupled
- Gbenga Akinnagbe in The Deuce - La via del porno
- Kal Penn in Nuovo Santa Clause cercasi
- Matthias Schloo in Hamburg Distretto 21
- Eric Lively in The L Word[2]

### Cartoni animati
- Dwight Conrad, Walt (1ª voce), Joey Mousepad, Sindaco di New New York (st. 7), Abner Doubledeal (1ª voce), Randy (st. 7), Leva di Cambio, Glurmo, Turanga Morris (ep. 4x02) e altri personaggi in Futurama[3][4]
- Little John ne Il giovane Robin Hood
- Sanford Buckwald in Bordertown
- Eric Cartman in South Park (doppiaggio 2000)
- Colin in Kung Fu Panda: Il cavaliere dragone
- Sig. Redd in Mermaid Magic

### Televisione
- Bill Wu in Fuori in 72 ore
- Brian Quinn in Cattivissimi amici

### Videogiochi
- Il Merciaio in Epic Mickey 2: L'avventura di Topolino e Oswald[5]
- Melman in Madagascar 3[6]

### Pubblicità
- Spot Tv Renault Clio (2012)